# NGC 4161
NGC 4161 est une galaxie spirale située dans la constellation de la Grande Ourse. NGC 4161 a été découverte par l'astronome germano-britannique William Herschel en 1789.

## Caractéristiques
NGC 4161 présente une large raie HI.

### Distance
Sa vitesse par rapport au fond diffus cosmologique est de 5 024 ± 11 km/s, ce qui correspond à une distance de Hubble de 74,1 ± 5,2 Mpc (∼242 millions d'al).
À ce jour, une mesure non basée sur le décalage vers le rouge (redshift) donne une distance d'environ 48,000 Mpc (∼157 millions d'al). Cette valeur est loin à l'extérieur des valeurs de la distance de Hubble. Notons cependant que c'est avec la valeur moyenne des mesures indépendantes, lorsqu'elles existent, que la base de données NASA/IPAC calcule le diamètre d'une galaxie et qu'en conséquence le diamètre de NGC 4161 pourrait être d'environ 31,1 kpc (∼101 000 al) si on utilisait la distance de Hubble pour le calculer. 

## Supernova
Deux supernovas ont été découvertes dans NGC 4161 : SN 2006dk et SN 2007gw.

### SN 2006dk
Cette supernova a été découverte le 25 juin 2006 par l'astronome italien Marco Migliardi membre de l'association CROSS de l'association astronomique de Cortina. Cette supernova était de type II.  

### SN 2007gw
Cette supernova a été découverte le 20 août 2007 à Yamagata au Japon par l'astronome japonais Koichi Itagaki. Cette supernova était de type II.